# NGC 4074
NGC 4074 ist eine linsenförmige Galaxie vom Hubble-Typ S0 im Sternbild Haar der Berenike. Sie ist schätzungsweise 299 Millionen Lichtjahre von der Milchstraße entfernt.
Das Objekt wurde am 27. April 1785 von Wilhelm Herschel entdeckt.